# Zodarion fuscum
Zodarion fuscum är en spindelart som först beskrevs av Simon 1870.  Zodarion fuscum ingår i släktet Zodarion och familjen Zodariidae. Inga underarter finns listade i Catalogue of Life.